# 1178
1178 (MCLXXVIII) je bilo navadno leto, ki se je po julijanskem koledarju začelo na nedeljo.

## Dogodki

### Evropa
- 13. april - Umrlega beneškega doža Sebastiana Zianija, ki je bil pri opravljanju službe zelo uspešen in priljubljen, nasledi Orio Mastropiero, 40. dož po seznamu.
- 18. junij - Pet menihov iz Canterburyja vidi, kako se Luna v ognju in iskrah razdeli v dva dela. Menihi so bili verjetno priče nastanka kraterja Giordano Bruno.
- 30. junij - Rimsko-nemški cesar Friderik I. Barbarossa se da v Arlesu kronati za burgundskega kralja.
- 17. julij - Saracenski pirati z Balearov oplenijo Lerinske otoke ob Azurni obali. Nato nadaljujejo z zbiranjem in pobijanjem talcev v bližnjem mestu Toulon.
- avgust - V veljavo stopi Beneški sporazum sklenjen med cesarjem Barbarosso in Lombardsko ligo prejšnje leto.
- 29. avgust - Protipapež Kalist III. se spokori pred legitimnim papežem Aleksandrom III.. Papež mu preda v upravljanje papeško enklavo Beneveneto.
- 30. december - Zaradi rane zadane na viteškem turnirju umre oboritski vladar in knez Mecklenburga Pribislav. Nasledita ga sin Borvin in nečak Nikolaj, med katerima se vname državljanska vojna.
- Nedokončani zvonik (Poševni stop) na Katedralnem trgu v Pisi se z izgrajeno tretjo etažo začne nagibati. Gradnja zastane za več kot stoletje tudi zaradi vojn.
- Gruzijski kralj Jurij III. s silo ukloni uporno plemstvo, da sprejme njegovo hči Tamaro za prvo dedinjo in regentko.
- Ustanovitev meniškega reda Humiliatov.

### Azija

#### Bližnji vzhod
- Sirsko-egiptovski sultan Saladin si po hudem porazu v bitki pri Montgisardu prejšnje leto opomore in začen s serijo manjših gverilskih vpadov na križarsko ozemlje, predvsem pa mora zatreti upore v Siriji.
- oktober - Jeruzalemski kralj Baldvin IV. začne z gradnjo gradu Chastellet na strateško pomembnem prehodu Jakobov brod čez reko Jordan. Saladin ga poskuša podkupiti, da se odpove gradnji, vendar ga Baldvin zavrne. 1179 ↔

#### Daljni vzhod
- Kitajska: listina Sung neznanega avtorja opisuje, kako so muslimanski mornarji dosegli deželo imenovano "Mu-Lan-Pi", za kar se verjetno predpostavlja Španija, pod drugi hipotezi pa celo Kalifornija.

## Rojstva
- 27. maj - Tomaž I., savojski grof († 1233)
- 4. oktober - Tereza Portugalska, princesa, kraljica Leona († 1250)
- 22. december - cesar Antoku, 81. japonski cesar († 1185)
- Armand de Périgord, 16. veliki mojster vitezov templarjev († 1244)
- Wuzhun Shifan, zen budistični menih, slikar, kaligraf († 1249)

## Smrti
- 13. april - Sebastiano Ziani, 39. beneški dož (* 1102)
- 22. oktober - Peter Comestor, francoski teolog in zgodovinar
- 30. december - Pribislav Mecklenburški, oboritski vladar, knez Mecklenburga
- Bernard Silvestris, francoski pesnik in filozof (* 1085)